# Retentionsrätt
Retentionsrätt, från latinets retentio vilket ungefär betyder kvarhållning, är den juridiska termen för en borgenärs rätt att till säkerhet för sin fordran innehålla viss gäldenärs lösa egendom, till dess han fått sin fordran betald. 
Det är alltså en rätt till främmande egendom. Den brukar också räknas till sakrätterna, eftersom den kan göras gällande även mot andra än gäldenären och dennes universalsuccessorer. Allmänt är man dock ense, att för sådant fall retentionsrätten är en synnerligen svag sakrätt.